# Lubiewo (województwo lubuskie)
Lubiewo – wieś w Polsce położona w województwie lubuskim, w powiecie strzelecko-drezdeneckim, w gminie Drezdenko.
W latach 1975–1998 miejscowość administracyjnie należała do województwa gorzowskiego. 
Od kilku lat na terenie wioski działa ośrodek wczasowy „Merpol”. W sąsiedztwie wsi znajduje się także jezioro Łubowo.

## Zabytki
Do wojewódzkiego rejestru zabytków wpisany jest:
- kościół ewangelicki, obecnie rzymskokatolicki filialny pod wezwaniem Matki Boskiej Szkaplerznej, z 1908 roku.